# Закон о запрете абортов частично рождённых детей
Закон о запрете абортов частично рождённых детей от 2003 года (The Partial-Birth Abortion Ban Act of 2003) (Раздел 18 Кодекса США § 1531, PBA Ban) — это закон США, запрещающий форму позднего прерывания беременности, называемого «аборт частично рождённого ребёнка», которая в медицинской литературе называется неповреждающим расширением и извлечением. В соответствии с этим законом любой врач, «который, в рамках коммерческой деятельности, осуществляемой за границей США или между штатами США, сознательно выполняет прерывание беременности во время родов и тем самым убивает человеческий плод, должен быть оштрафован по этому закону или лишён свободы на срок не более 2 лет, либо и то, и другое». Закон был принят в 2003 году, а в 2007 году его конституционность была подтверждена Верховным Судом США в деле Гонзалес против Кархарта.

## Положения
Этот закон запрещает один из методов прерывания беременности, устанавливая запрет на метод, называемый «абортом частично родившегося ребёнка». Процедура, описанная в законе, использовалась во втором триместре беременности от 15 до 26 недель (до наступления жизнеспособности). В самом законе нет упоминания о сроке беременности или жизнеспособности. Закон направлен только на метод прерывания беременности, а не на предотвращение прерывания беременности любой женщиной.
Закон содержит 2 вывода Конгресса:

(1) Существует моральный, медицинский и этический консенсус в отношении того, что практика абортов частично рождённых детей ... является ужасной и бесчеловечной процедурой, которая никогда не является необходимой с медицинской точки зрения и должна быть запрещена.
(2) Вместо того, чтобы быть процедурой аборта, которая приветствуется медицинским сообществом, особенно среди врачей, которые рутинно выполняют другие процедуры аборта, аборт частично рождённых детей по-прежнему является порицаемой процедурой, которая не только не является необходимой для сохранения здоровья матери, но фактически несёт серьёзные риски для долгосрочного здоровья женщин, и, в некоторых случаях, их жизням. В результате как минимум 27 штатов запретили эту процедуру, как и Конгресс США, проголосовавший за запрет этой процедуры на 104-м, 105-м и 106-м Конгрессах.
Закон также предусматривает, что:
Подсудимый, которому предъявлено обвинение в совершении преступления, предусмотренного этим разделом, может потребовать слушания в Государственной медицинской комиссии по вопросу о том, было ли поведение врача необходимым для спасения жизни матери, чья жизнь подвергалась опасности из-за физического расстройства, физического заболевания или физической травмы, включая опасное для жизни физическое состояние, вызванное или вытекающее из самой беременности.
Хэдли Аркс прокомментировала в редакционной статье в журнале National Review : «[это] положение пошло даже дальше, чем должен был пойти закон, поскольку, как показала Американская медицинская ассоциация во время слушаний, аборт частично рождённых детей не имел никакого отношения к мерам, необходимым для улучшения здоровья женщин».
Ссылаясь на решение Верховного суда США по делу До против Болтона (1973), некоторые сторонники этого закона утверждали, что слово «здоровье» сделает любые юридические ограничения бессмысленными из-за широкого и расплывчатого толкования термина «здоровье». Это вызвало особую озабоченность, когда дело дошло до предполагаемых аргументов в пользу того, что такое определение будет включать «психическое здоровье», которое, по некоторым предположениям, неизбежно будет расширено судебными решениями, включив в него профилактику депрессии или других нефизических состояний. Сторонники абортов возражали против этого закона прежде всего потому, что закон не предусматривает никаких исключений из запрета даже в том случае, когда здоровье женщины находится под угрозой.

## Аборты частично рождённых детей, определённые законом
Словосочетание «аборт частично рождённых детей» впервые было придумано Дугласом Джонсоном из Национального комитета по праву на жизнь. Словосочетание использовалось во многих законопроектах и законах как отдельных штатов, так и на федеральном уровне, хотя юридическое определение этого термина не всегда одно и то же. В Законе о запрете абортов частично рождённых детей термин «аборт частично рождённых детей» определяется следующим образом:
В 2000 году Верховный суд США при рассмотрении дела Стенберг против Кархарта, признал неконституционным закон штата Небраска, запрещающий аборты частично рождённых детей потому что формулировка, определяющая понятие «аборт частично рождённых детей», была сочтена расплывчатой. В 2006 году Верховный суд США в деле Gonzales v. Кархарт обнаружил, что закон 2003 года существенно отличается от закона Небраски и касается только конкретной процедуры аборта, неповреждающего расширения и извлечения. Некоторые комментаторы отметили, что формулировка Закона о запрете абортов частично рождённых детей была тщательно разработана с учётом предыдущих постановлений. Хотя в большинстве случаев процедура, юридически определяемая как «аборт частично родившихся детей», с медицинской точки зрения определяется как «неповреждающее расширение и извлечение», эти частично совпадающие термины не всегда совпадают. Например, процедура неповреждающего расширения и извлечения может использоваться для удаления умершего плода (например, в результате выкидыша или убийства плода), который достаточно развит, чтобы было нужно расширять шейки матки для его извлечения. Удаление мёртвого плода не соответствует федеральному правовому определению «аборта частично рождённых детей», которое указывает, что частичное появление на свет должно предшествовать «явному действию, кроме завершения родов, которое приводит к гибели частично родившегося живого плода». Кроме того, врач может извлечь ребёнка за пупок, а затем «расчленить в районе шеи [то есть обезглавить]», что может подпадать под действие закона, даже если это не приведёт к сохранению тела и, следовательно, не будет неповреждающим расширением и извлечением.

## Законодательная и судебная история
Конгресс, возглавляемый республиканцами, впервые принял аналогичные законы, запрещающие аборты частично рождённых детей, в декабре 1995, а затем в октябре 1997, но на них наложил вето президент США Билл Клинтон.
В Палате представителей окончательный закон был поддержан в 2003 году 218 республиканцами и 63 демократами. Против выступили 4 республиканца, 137 демократов и 1 независимый член Палаты. Ещё 12 членов Палаты отсутствовали (7 республиканцев и 5 демократов). В Сенате законопроект поддержали 47 республиканцев и 17 демократов. Против него выступили 3 республиканца, 30 демократов и 1 независимый сенатор. Два сенатора отсутствовали: Кей Бейли Хатчисон (республиканка из Техаса), сторонница законопроекта, и Джон Эдвардс (демократ из Северной Каролины), противник законопроекта.
Единственным существенным различием между версиями Палаты представителей и Сената была поправка Харкина, поддерживающая правовую позицию Верховного суда США, обозначенную им в решении по делу Роу против Уэйда. Согласительная комиссия Палаты представителей и Сената удалила поправку Харкина, которая по этой причине отсутствует в окончательном тексте закона. 5 ноября 2003 года, после того как он был принят Палатой представителей и Сенатом, закон был подписан Президентом США Джорджем Бушем и вступил в действие.
Конституционность закона была оспорена прямо сразу после его подписания. Три разных окружных суда США объявили закон неконституционным. Эти три суда ссылались на отсутствие в законе исключений, связанных с угрозой для здоровья женщины (в отличие от угроз жизни женщины), и все три решения ссылались на решения Верховного суда США по делу Roe v. Wade (1973) и Stenberg v. Кархарт (2000). Федеральное правительство обжаловало постановления окружных судов, которые затем были подтверждены тремя апелляционными судами. Верховный суд США согласился заслушать дело Кархарта 21 февраля 2006 г. и согласился заслушать сопутствующее дело о планируемом отцовстве 19 июня 2006 г.
18 апреля 2007 года Верховный суд США 5 голосами против 4 принял решение по делу «Гонзалес против Кархарта», в котором установил, что закон не нарушает Конституцию США. Судья Энтони Кеннеди написал, что большинство — это судьи Сэмюэль Алито, Кларенс Томас, Антонин Скалиа и главный судья Джон Робертс. Судья Рут Бейдер Гинзбург написал особое мнение, к которому присоединились Стивен Брейер, Дэвид Саутер и Джон Пол Стивенс. Мнение большинства судей оспаривалось на том основании, что это дело отличалось от дела 2000 года Stenberg v. Carhart, в котором Верховный суд США отменил государственный запрет на аборты частично рождённых детей как неконституционный, поскольку Закон о запрете абортов частично рождённых детей более чётко описал запрещённую процедуру. В особом мнении Гинзбург утверждал, что это решение нарушает единообразие судебной практики по делам об абортах и что отсутствие исключений, связанных с угрозой для здоровья женщины «ставит под угрозу здоровье женщины и ставит врачей в невыгодное положение». Замена судьи О’Коннор на судью Алито была определена как ключевое различие между решением со счётом 5:4 против закона Небраски в деле Стенберга и решением со счётом 5:4 в поддержку запрета на аборты в деле Гонсалеса.

## Общественное мнение
Опрос Rasmussen Reports через 4 дня после решения суда показал, что 40 % респондентов «знали, что постановление позволяет штатам вводить некоторые ограничения на определённые процедуры аборта». Из тех, кто знал о решении, 66 % согласились с решением и 32 % были против. Опрос, проведённый ABC в 2003 году, показал, что 62 % респондентов считают, что аборт частично рождённых детей должен быть незаконным. Примерно такое же количество респондентов хотели сделать исключение для случаев, «если это предотвратит серьёзную угрозу здоровью женщины». Дополнительные опросы, проведённые в 2003 году, показали, что 60-75 % высказываются за запрет абортов частично рождённых детей и 25-40 % — против.

## Клинический ответ
В ответ на этот закон многие абортарии приняли практику вызывания гибели плода перед тем, как начать аборты на поздних сроках. Обычно раствор хлорида калия или дигоксина вводят непосредственно в сердце плода с помощью иглы, направляемой ультразвуком. Это часто делают те абортарии, которые не выполняют процедуры неповреждающего расширения и извлечения (а также те, которые их выполняют), потому что они чувствуют, что широкая формулировка запрета вынуждает их «делать все возможное, чтобы защитить себя и своих сотрудников от возможности стать обвиняемыми».